# Fargo
Fargo ist mit 125.990 Einwohnern (Stand: Volkszählung 2020) die größte Stadt im US-Bundesstaat North Dakota und Sitz der Bezirksverwaltung (County Seat) des Cass County. Sie liegt im Südosten des Bundesstaates an der Grenze zu Minnesota. Ihren Namen verdankt die Stadt dem Unternehmer William Fargo.

## Geographie
Die Stadt hat eine Gesamtfläche von 98,3 km2 und liegt am Red River of the North. Ihr gegenüber, auf der anderen Seite des Flusses, liegt die zum Bundesstaat Minnesota gehörende Stadt Moorhead. Beide Städte bilden den Kern der Fargo–Moorhead Metropolitan Area.
Weitere benachbarte Orte von Fargo sind Horace (an der südwestlichen Stadtgrenze), West Fargo (an der westlichen Stadtgrenze), Harwood (16,7 km nordwestlich), Georgetown in Minnesota (24,3 km nördlich) und Oakport in Minnesota (an der nordöstlichen Stadtgrenze).
Die nächstgelegenen größeren Städte sind Winnipeg in der kanadischen Provinz Manitoba (359 km nördlich), Duluth in Minnesota am Oberen See (390 km östlich), Minneapolis in Minnesota (378 km südöstlich), Sioux Falls in South Dakota (394 km südlich) und North Dakotas Hauptstadt Bismarck (315 km westlich).
Die Grenze zu Kanada befindet sich 248 km nördlich.

## Verkehr

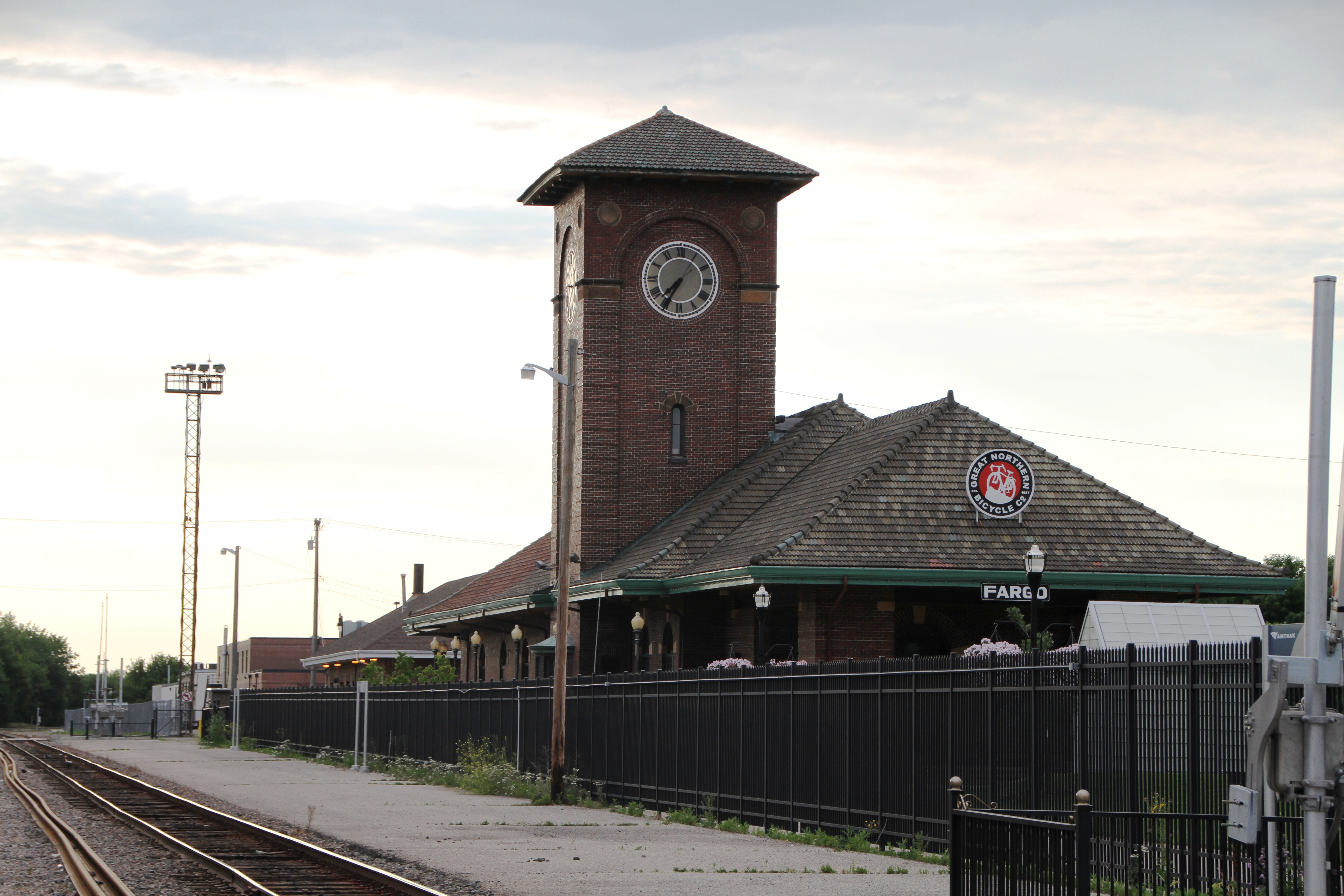
Amtrak-Station

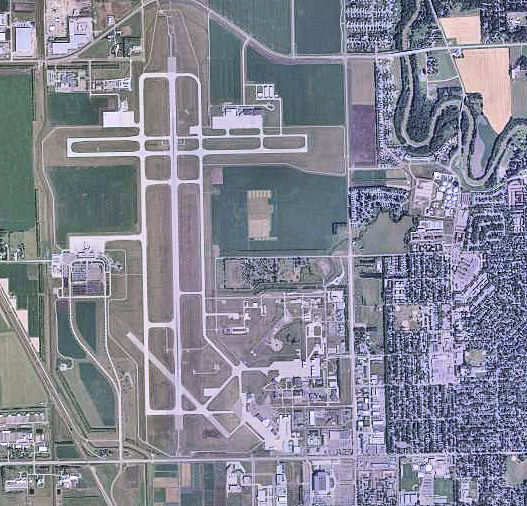
Flughafen Fargo

Im Stadtgebiet von Fargo kreuzen die Interstate Highways 29 und 94. Daneben treffen die U.S. Highways 10, 52 und 81 in Fargo zusammen. Die Stadt ist über mehrere Straßenbrücken und eine Eisenbahnbrücke mit der Nachbarstadt Moorhead verbunden. Alle weiteren Straßen sind untergeordnete Landstraßen, teils unbefestigte Fahrwege sowie innerörtliche Verbindungsstraßen.
In Fargo ist ein Knotenpunkt mehrerer Eisenbahnstrecken der BNSF Railway. Über deren Gleise verkehrt auch der Empire Builder von Amtrak, der Chicago mit Seattle und Portland verbindet.
Im Norden des Stadtgebiets befindet sich mit dem Hector International Airport der größte Flughafen North Dakotas.
Mit mehreren Buslinien betreibt Fargo Moorhead Metro Area Transit den öffentlichen Nahverkehr in der Doppelstadt Fargo-Moorhead.

## Bevölkerung
Nach der Volkszählung im Jahr 2010 lebten in Fargo 105.549 Menschen in 46.791 Haushalten. Die Bevölkerungsdichte betrug 1073,7 Einwohner pro Quadratkilometer. In den 46.791 Haushalten lebten statistisch je 2,15 Personen.
Ethnisch betrachtet setzte sich die Bevölkerung zusammen aus 90,2 Prozent Weißen, 2,7 Prozent Afroamerikanern, 1,4 Prozent amerikanischen Ureinwohnern, 3 Prozent Asiaten sowie 0,6 Prozent aus anderen ethnischen Gruppen; 2,1 Prozent stammten von zwei oder mehr Ethnien ab. Unabhängig von der ethnischen Zugehörigkeit waren 2,2 Prozent der Bevölkerung spanischer oder lateinamerikanischer Abstammung.
19,4 Prozent der Bevölkerung waren unter 18 Jahre alt, 70,5 Prozent waren zwischen 18 und 64 und 10,1 Prozent waren 65 Jahre oder älter. 49,6 Prozent der Bevölkerung war weiblich.
Das mittlere jährliche Einkommen eines Haushalts lag bei 42.710 USD. Das Pro-Kopf-Einkommen betrug 28.191 USD. 16,1 Prozent der Einwohner lebten unterhalb der Armutsgrenze.

## Klima
|                       | Jan   | Feb   | Mär  | Apr  | Mai  | Jun  | Jul  | Aug  | Sep  | Okt  | Nov  | Dez   |   |       |
| Mittl. Tagesmax. (°C) | −9,2  | −6,1  | 1,4  | 12,1 | 20,3 | 25,2 | 28,6 | 27,4 | 20,8 | 13,7 | 2,7  | −6,6  | ⌀ | 10,9  |
| Mittl. Tagesmin. (°C) | −19,8 | −16,3 | −8,2 | 0,1  | 6,6  | 12,0 | 15,1 | 13,6 | 7,7  | 1,4  | −7,0 | −16,1 | ⌀ | −0,8  |
|                       |       |       |      |      |      |      |      |      |      |      |      |       |   |       |
| Niederschlag (mm)     | 17,0  | 11,4  | 26,9 | 46,2 | 62,2 | 71,6 | 68,6 | 61,7 | 50,5 | 42,7 | 18,5 | 16,5  | Σ | 493,8 |
|                       |       |       |      |      |      |      |      |      |      |      |      |       |   |       |
| Regentage (d)         | 4,1   | 3,0   | 4,8  | 6,2  | 7,3  | 7,7  | 7,0  | 6,5  | 6,0  | 4,9  | 3,6  | 4,1   | Σ | 65,2  |

| −19,8 |

| −16,3 |

| −8,2 |

| 0,1 |

| 6,6 |

| 12,0 |

| 15,1 |

| 13,6 |

| 7,7 |

| 1,4 |

| −7,0 |

| −16,1 |

| −19,8 |

| −16,3 |

| −8,2 |

| 0,1 |

| 6,6 |

| 12,0 |

| 15,1 |

| 13,6 |

| 7,7 |

| 1,4 |

| −7,0 |

| −16,1 |

## Bildung
In Fargo hat die North Dakota State University ihren Sitz.

## Kultur
In Fargo befindet sich das Plains Art Museum, das in seiner 3000 Werke umfassenden Sammlung einen Fokus auf Moderne, Zeitgenössische und indianische Kunst legt. Das Museum gehört zu den rund 750 von der American Association of Museums akkreditierten Museen.

## Söhne und Töchter der Stadt
- David A. Aaker (* 1938), Wirtschaftswissenschaftler
- Clark Blaise (* 1940), kanadischer Schriftsteller
- Paul Brandvik (* 1937), Komponist, Chordirigent und Musikpädagoge
- Jocelyn Burdick (1922–2019), US-Senatorin
- Harvey Carignan (1927–2023), Serienmörder
- Elle Cordova (* 1988), Sängerin und Songwriterin
- Shannon Curfman (* 1985), Musikerin
- Richard Edlund (* 1940), Spezialist für visuelle Effekte im Film
- William Gass (1924–2017), Schriftsteller und Philosophie-Professor
- Paul Gaustad (* 1982), Eishockeyspieler
- Ray Goldberg (* 1926), Agrarökonom und Hochschullehrer
- Bob Hagestad (1934–2019), Autorennfahrer
- Danny Irmen (* 1984), Eishockeyspieler
- Charlie Korsmo (* 1978), Schauspieler
- Jonny Lang (* 1981), Musiker aus dem Bereich des Blues und Bluesrock
- Connor McGovern (* 1993), American-Football-Spieler
- Carey McWilliams (* 1973), Autor, Scharfschütze und Fallschirmspringer
- Dale Olson (1934–2012), Homosexuellenaktivist, Reporter und Presseagent für Hollywood
- Collin Peterson (* 1944), Kongressabgeordneter
- Kristin Rudrüd (* 1955), Theater- und Filmschauspielerin
- Peter Schjeldahl (1942–2022), Autor
- Kelly Sill (1952–2022), Jazzmusiker
- George Sinner (1928–2018), 29. Gouverneur von North Dakota
- Leslie Stefanson (* 1971), Schauspielerin
- Ann Sullivan (1929–2020), Animatorin
- David Lee Thompson (* 1951), Bildhauer, Assemblage-Künstler und Dichter
- Bobby Vee (1943–2016), Rock-’n’-Roll- und Popsänger

## Sonstiges
Das Duke Ellington Orchestra gastierte am 7. November 1940 im Crystal Ballroom in Fargo. Die Mitschnitte des Konzerts erschienen erstmals 1978 als Duke Ellington at Fargo, 1940 Live in einer Clubausgabe.
Der Flughafen der Stadt war auf dem Weg zu einem Auftritt in Moorhead das letzte Ziel von Buddy Holly, das er durch einen Flugzeugabsturz am  3. Februar 1959 (The Day the Music Died) nie erreichte.
Einem größeren internationalen Publikum bekannt ist Fargo aus dem gleichnamigen Film von Ethan und Joel Coen und der darauf basierenden Fernsehserie Fargo.